# TrueCrypt
A TrueCrypt egy valós idejű titkosítást alkalmazó ingyenes, nyílt forráskódú titkosító szoftver. A titkosított adatokat egyetlen tárolófájl formájában tárolja, vagy egy egész partíciót, illetve meghajtót is titkossá tehet. A tárolófájlt a program képes csatolni, mint egy igazi partíciót. Mindkét esetben saját fájlrendszert használ, ami szintén titkosítva van.
Jelenleg Microsoft Windows, Linux és Mac OS X operációs rendszerekre érhető el. A programot saját licenc alatt terjesztik, ami jogállását tekintve vitatott, hogy szabad szoftvernek minősül-e. Az általános vélekedés azonban az, hogy a TrueCrypt szabad szoftver.
Jelenleg a TrueCrypt weboldala szerint a biztonsági rések miatt abbahagyták a fejlesztését, és a Microsoft Windows beépített BitLocker titkosítását ajánlják.

## Jellemzők

### Titkosító algoritmusok
A TrueCrypt három fajta titkosító algoritmust és ezek kombinációit használja. Ezek az AES, a Serpent és a Twofish. A használt hashalgoritmusok az RIPEMD-160, az SHA-512, és a Whirlpool.

### Működési módok
Minden titkosító algoritmus az XTS működési módot használja, ami biztonságosabb, mint a CBC és az LRW. Az 5.0-s verziótól kezdve az újonnan létrehozott köteteket csak XTS módban lehet titkosítani. Azonban a CBC és az LRW módot is meghagyták, hogy a program korábbi verzióival létrehozott állományokat is vissza lehessen fejteni.

### Kulcsok
A titkosított adatállomány megnyitásához használhatunk jelszót vagy kulcsfájlt, illetve ezek kombinációját. A kulcsfájl egy olyan tetszőleges, a felhasználó által választott fájl, amit a titkosított kötet létrehozásakor illetve a későbbi megnyitás során a program használ. Ez a fájl, mint egy kulcs, fog a későbbiekben működni. Aki a fájlt birtokolja és a megnyitás során használja, az képes a védett adatokat megnyitni.

### Elfogadható tagadás
Az elfogadható tagadás (plausible deniability) a TrueCrypt esetében egy olyan két részből álló, szteganográfiára jellemző védelem, ami a jelszó ismeretének esetén is meggátolhatja a titkosított adatok illetéktelen fél általi felfedését.
- A program segítségével készíthető rejtett kötet. A már létező titkosított köteten belül létrehozható még egy kötet, amit egy másik jelszóval vagy kulcsfájllal nyithatunk meg. A kötet lényege, hogy teljes mértékben felfedhetetlen. Még ha a külső titkosított kötet meg is van nyitva, a belső rejtett kötet létét semmilyen formában nem lehet bizonyítani. Rejtett kötet készítésénél ajánlott, ha a külső kötet FAT fájlrendszerű, mert NTFS esetében kétszer több helyre van szükségünk (az NTFS a meghajtó közepén tárol a lemezzel kapcsolatos fontos adatokat). Viszont csak NTFS rendszeren tudunk 4GB-nál nagyobb fájlokat létrehozni.[1] A fájlrendszert az adott kötet létrehozásánál lehet meghatározni.

- A titkosított TrueCrypt kötetek azonosíthatatlanok. Amennyiben védett adatainkat egy tárolófájlban raktározzuk el, erről a fájlról nem lehet megmondani, hogy valóban tárolófájl. A jelszó ismerete vagy a kulcsfájl használata nélkül a tárolófájlról semmilyen módszerrel nem lehet eldönteni, hogy tényleg tárolófájl-e, ami védve van vagy pedig valóban nem tárolófájl.

### Utazó mód
A program telepítés nélkül is használható, így például egy pendrive-on is hordozható mind a program, mind a tárolófájl. Ennek segítségével szinte bármelyik gépen használható és hozzáférhetünk az adatainkhoz.
Ezzel kapcsolatban van néhány dolog, amit érdemes megjegyezni. A program nem használható, amennyiben nem rendelkezünk adminisztrátori jogokkal az adott számítógépen és a TrueCrypt nincs feltelepítve. Amennyiben mindkét feltétel teljesül, a program használható.
Amennyiben a telepítés nélküli módban használjuk, a szoftver hagy némi nyomot maga után a számítógépen. Megállapítható az a tény, hogy valaki a TrueCrypt segítségével megnyitott egy titkosított tárolófájlt, illetve, hogy melyik alfabetikus jel alá rendelte az új meghajtót. A jelszó, a kulcsfájl vagy a tárolófájl helye továbbra sem fejthető vissza.

### Titkosított rendszer
A TrueCrypt képes a Windows operációs rendszert tartalmazó partíció illetve meghajtó teljes titkosítására. Ennek értelmében rendszerindítás előtt meg kell adni a szükséges jelszót, ahhoz hogy az betöltsön, illetve írni vagy olvasni lehessen a merevlemezre. Ez a jogosultság ellenőrzés nem csak az operációs rendszert, hanem az egész tárterületet védi.

## Tervezett újítások
A TrueCrypt hivatalos honlapja szerint a program következő verziójába új jellemzőket is be kívánnak építeni.
- Teljeskörű Windows 8 támogatás
- Képesség a Windows rendszer partíciók/meghajtók titkosítására, UEFI alapú számítógépeken
- Parancssori opció kötet létrehozásához (Linux és Mac OS X rendszereken már elérhető)
- "Nyers" CD/DVD kötetek

## Külső hivatkozások
- A TrueCrypt hivatalos honlapja